# Francesc Xavier Ibarz i Alegria
Francesc Xavier Ibarz i Alegria   (Barcelona, 1 d'abril de 1953) és un antic jugador d'hoquei sobre patins català de les dècades de 1970 i 1980.

## Trajectòria
Va començar a practicar l'hoquei patins al col·legi Immaculada dels Germans Maristes, passant a continuació al CT Barcino. Posteriorment jugà dues temporades al CE Arenys de Munt i una a l'AA Noia, fins que el 1976 fitxà pel Reus Deportiu per substituir Sergi Centell. Va destacar al Reus Deportiu, on jugà durant més de 10 temporades en les quals guanyà una Copa del Rei (1983), una supercopa d'’Espanya (1984) i la Recopa d'’Europa (1984). Fou el màxim golejador de lliga espanyola les temporades 1978-79 i 1982-83.
Fou internacional amb Espanya entre els anys 1973 i 1984, en els quals guanyà un Campionat d'Europa l'any 1983. També fou campió europeu júnior el 1972.
L'any 1984 va ser escollit millor esportista de Tarragona.

## Palmarès
Reus Deportiu
- Recopa d'Europa:
  - 1984
- Copa d'Espanya:
  - 1983
- Supercopa d'Espanya:
  - 1984

Espanya
- Campionat d'Europa:
  - 1983
- Campionat d'Europa Júnior:
  - 1972